# آيت أيوب (آيت عمو عيسى)
آيت أيوب هو دُوَّار يقع بجماعة أكلمام أزكزا، إقليم خنيفرة، جهة بني ملال خنيفرة في المملكة المغربية. ينتمي الدوّار لمشيخة آيت عمو عيسى التي تضم 6 دواوير. يقدر عدد سكانه بـ 297 نسمة حسب الإحصاء الرسمي للسكان والسكنى لسنة 2004.

## وصلات خارجية
- البوابة الوطنية للجماعات الترابية
- المندوبية السامية للتخطيط